# The Eagle (Zeitschrift)

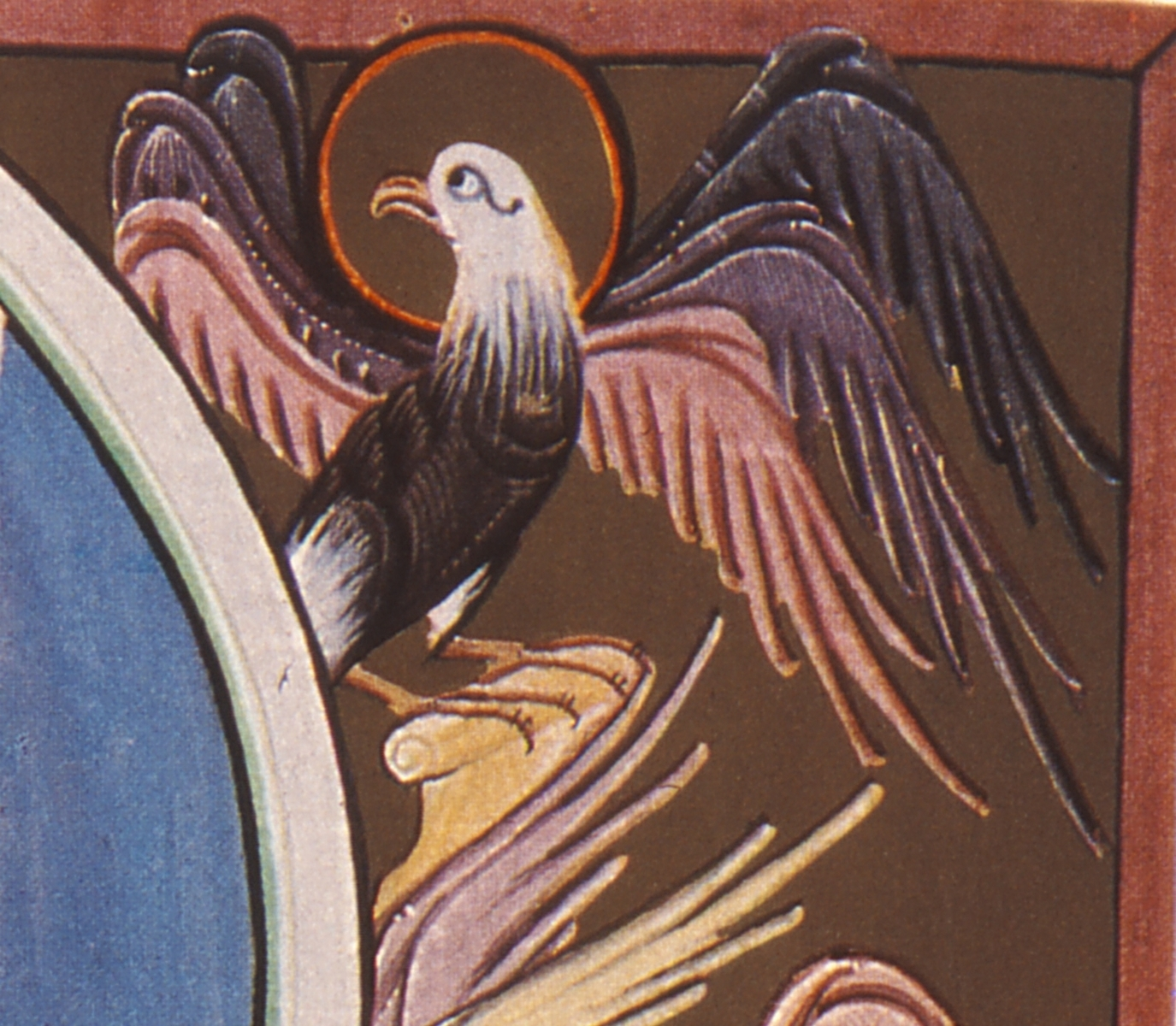
Der Adler, ein Symbol des Evangelisten Johannes, ist Namenspate für The Eagle

The Eagle (deutsch Der Adler) ist der Titel des englischsprachigen Jahresberichts des St John’s Colleges, eines Colleges der Universität Cambridge in der Grafschaft Cambridgeshire in England.
Das Magazin erscheint zu Beginn eines jeden akademischen Jahres und ist in gedruckter Form oder als elektronische Zeitschrift verfügbar. Es entsteht durch und für die Johnians, wie die Studenten, Alumni, Fellows und Mitarbeiter des Colleges genannt werden. Es enthält Berichte und Nachrichten aus dem akademischen Leben, insbesondere zu wissenschaftlichen Leistungen und Forschungsprojekten sowie dem Sport. Dazu zählt das legendäre Boat Race, die jährlich auf der Themse in London ausgetragene Ruderregatta gegen die Universität Oxford. Ferner gibt es Neuigkeiten über Mitglieder und aus dem Umfeld des Colleges, eine jährliche Spenderliste, Informationen zu neuen akademischen Ernennungen sowie Nachrufe.
Nicht nur die jeweils neueste Ausgabe, sondern auch alle früheren Ausgaben des Eagle seit den 1850er-Jahren, sind über die Website des Colleges frei verfügbar.